# Cesare Donati
Cesare Donati (Lugo, 10 settembre 1826 – Roma, 17 febbraio 1913) è stato uno scrittore e giornalista italiano.

## Biografia
Nato in Romagna nel 1826, si trasferì a Pisa, dove studiò giurisprudenza, e poi a Firenze, dove lavorò come giornalista e pubblicista letterario. Collaborò a varie riviste, come L'Eco d'Europa (1854-1856), Lo Spettatore (1855-1858), L'Indicatore (1854-1864) e L'Indipendenza (1859). Ricoprì svariati incarichi per conto del Ministero dell'Istruzione Pubblica a Firenze, Torino e Roma, dove morì il 17 febbraio 1913.
La sua opera più conosciuta ed apprezzata sono I bozzetti romani, editi a Roma nel 1884. Tradusse dal francese le favole di   Charles Perrault  e di altri autori in modo non particolarmente apprezzato, tanto che nel 1875 venne dato dell'editore Paggi di Firenze incarico a Carlo Collodi di farne una nuova edizione.

## Opere
- Arte e natura. Diritto e rovescio (1858)
- Tra le spine (1869)
- Povera vita! (1874)
- Foglie secche (1875)
- Rivoluzione in miniatura 1847-1848 (1876)
- Buon Anno! Novelle e fantasie (1876)
- Flora Marzia: storia di mezzo secolo fa (1876)
- Per un gomitolo (1879)
- I bozzetti romani (1884)
- La signora Manfredi (1884)
- Storie bizzarre (1888)
- Racconti novelle ed altri scritti pubblicati dalle sue figlie (1912)